# Kampfgeschwader 55

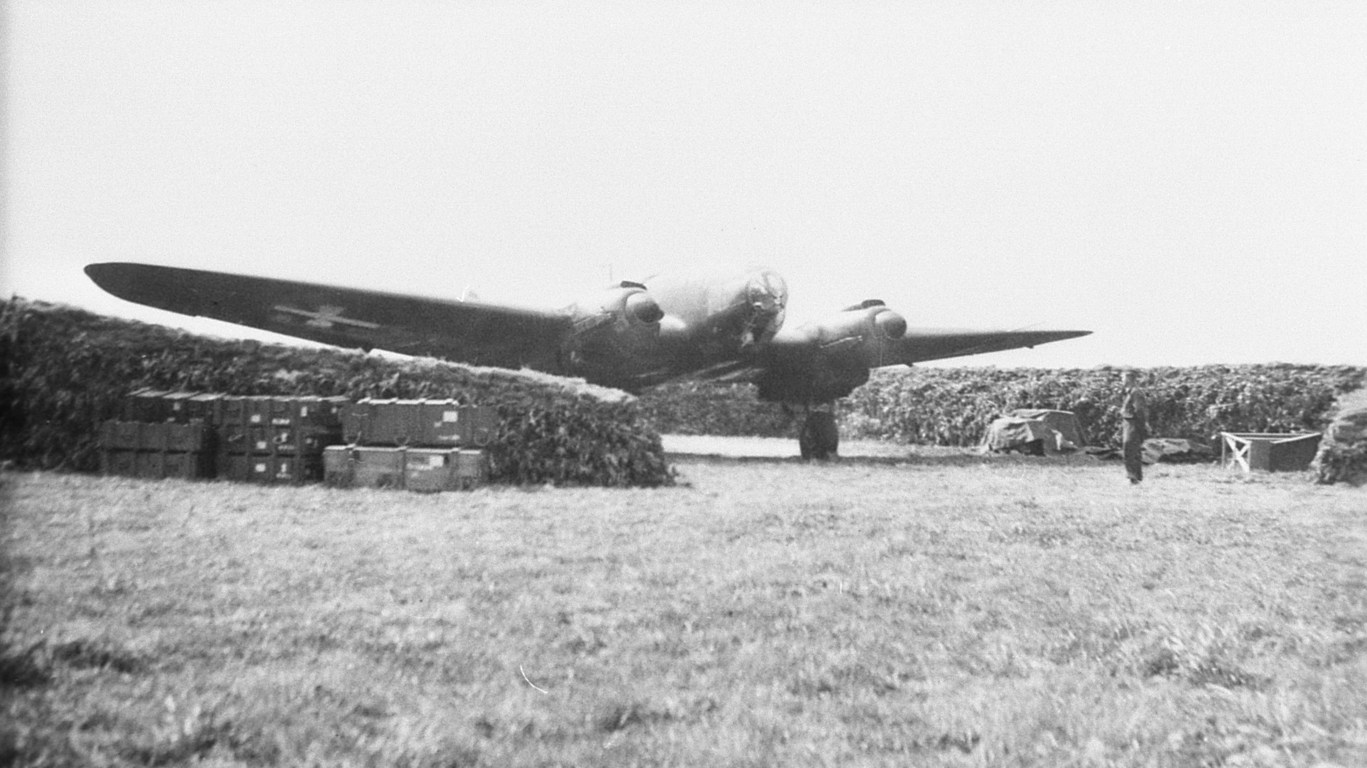
Un Heinkel He 111 du Kampfgeschwader 55 en 1940.

La Kampfgeschwader 55 Greif (KG 55) (55e escadron de bombardiers) est une unité de bombardiers de la Luftwaffe pendant la Seconde Guerre mondiale.

## Opérations
Le KG 55 a opéré sur des bombardiers Heinkel He 111H/P et sur des Junkers Ju 88A uniquement pour le 14.(Eis)/KG 55. Dans les derniers mois de la guerre, l'escadron vole sur des chasseurs  Messerschmitt Bf 109G et Focke-Wulf Fw 190A et a aussi été formé sur des Messerschmitt Me 262.
Il a été engagé dans les engagements suivants :
- Campagne de Pologne
- Bataille des Pays-Bas
- Bataille de Belgique
- Bataille de France
- Bataille d'Angleterre
- Front de l'Est

## Organisation

### Stab. Gruppe
Formé le 1er mai 1939 à Giessen à partir du Stab/KG 155.
Le Stabs-staffel a été dissous le 7 mars 1942. Le 13 novembre 1944, il a été renommé Stab/KG(J)55.
En mars 1945, le Stab./KG(J)55 reçoit l'ordre de se convertir sur des Messerschmitt Me 262A, mais il n'a jamais reçu de ces avions.
Le Stab./KG 55 est dissous le 9 avril 1945.
Geschwaderkommodore (Commandant de l'escadron) :

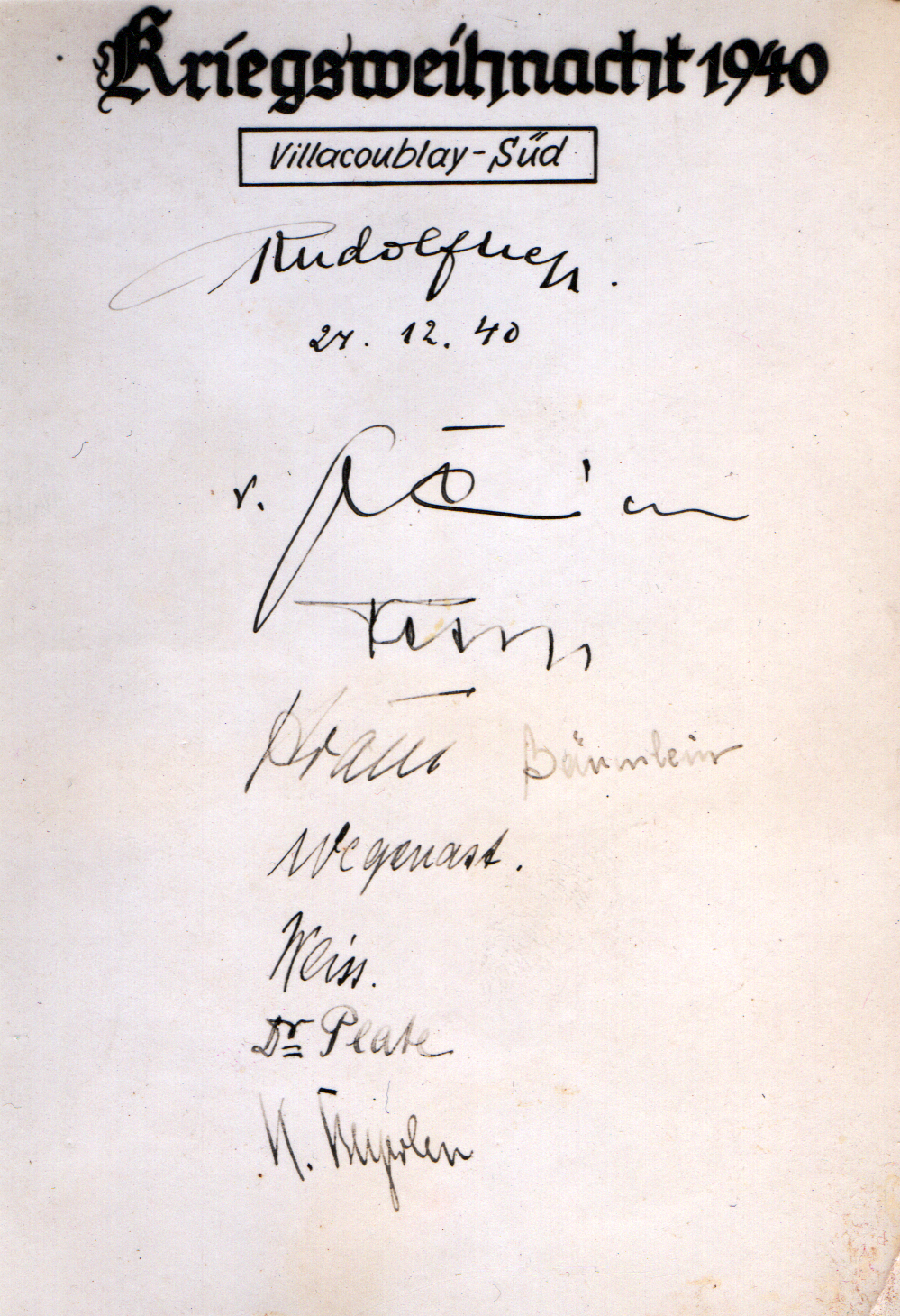
Durant la bataille d'Angleterre, l'état-major était stationné à Villacoublay, ainsi qu'une partie des trois premiers Gruppen. Le 24 décembre 1940, Rudolf Hess leur rendit visite (signature du haut).

| Début            | Fin              | Grade          | Nom             |
| ---------------- | ---------------- | -------------- | --------------- |
| 1er mai 1939     | 6 mars 1940      | Generalmajor   | Wilhelm Süßmann |
| 7 mars 1940      | 14 août 1940     | Oberst         | Alois Stoeckl   |
| 15 août 1940     | 31 janvier 1941  | Oberstleutnant | Hans Korte      |
| 1er février 1941 | 26 août 1942     | Oberstleutnant | Benno Kosch     |
| 27 août 1942     | 7 août 1943      | Oberstleutnant | Dr Ernst Kühl   |
| 8 août 1943      | 21 novembre 1943 | Oberstleutnant | Wilhelm Antrup  |
| 22 novembre 1943 | 8 mai 1945       | Major          | Richard Brunner |

### I. Gruppe
Formé le 1er mai 1939 à Langendiebach  à partir du I./KG 155 avec :
- Stab I./KG 55 à partir du Stab I./KG 155
- 1./KG 55 à partir du 1./KG 155
- 2./KG 55 à partir du 2./KG 155
- 3./KG 55 à partir du 3./KG 155

Le 1er mai 1943, le I./KG 55 est renommé III./Lehrgeschwader 1 et est transféré à Barth avec :
- Stab I./KG 55 devient Stab III./LG 1
- 1./KG 55 devient 7./LG 1
- 2./KG 55 devient 8./LG 1
- 3./KG 55 devient 9./LG 1

Reformé à la même date à Stalino, à partir du Kampfgruppe zur besonderen Verwendung 5 (KGrzbV 5) avec :
- Stab I./KG 55 à partir du Stab/KGrzbV 5
- 1./KG 55 à partir du 1./KGrzbV 5
- 2./KG 55 à partir du 2./KGrzbV 5
- 3./KG 55 à partir du 3./KGrzbV 5

Le 13 novembre 1944, il est renommé I./KG(J)55.
En mars 1945, le I./KG(J)55 reçoit l'ordre de se convertir sur des Messerschmitt Me 262A, mais il n'a jamais reçu de ces avions.
Le I./KG 55 est dissous le 9 avril 1945.
Gruppenkommandeure (Commandant de groupe) :
| Début            | Fin              | Grade          | Nom                 |
| ---------------- | ---------------- | -------------- | ------------------- |
| 1er mai 1939     | 2 juillet 1939   | Oberstleutnant | Joseph Brunner      |
| 3 juillet 1939   | 10 janvier 1940  | Major          | Max Heyna           |
| 11 janvier 1940  | 24 juin 1940     | Major          | Walter Marienfeld   |
| 25 juin 1940     | 13 février 1941  | Major          | Joachim Roeber      |
| 14 février 1941  | 9 avril 1941     | Hauptmann      | Otto Bodemeyer      |
| 10 avril 1941    | 6 janvier 1943   | Major          | Rudolf Kiel         |
| 6 janvier 1943   | 1er mai 1943     | Hauptmann      | Hans-Günther Nedden |
| 2 mai 1943       | 20 octobre 1943  | Major          | Walter Traub        |
| 21 octobre 1943  | 7 septembre 1944 | Major          | Richard Brunner     |
| 8 septembre 1944 | 8 mai 1945       | Major          | Joseph Schirmböck   |

### II. Gruppe
Formé le 1er mai 1939 à Giessen  à partir du II./KG 155 avec :
- Stab II./KG 55 à partir du Stab II./KG 155
- 4./KG 55 à partir du 4./KG 155
- 5./KG 55 à partir du 5./KG 155
- 6./KG 55 à partir du 6./KG 155

Le 13 novembre 1944, il est renommé II./KG(J)55.
En mars 1945, le II./KG(J)55 reçoit l'ordre de se convertir sur des Messerschmitt Me 262A, mais il n'a jamais reçu de ces avions.
Le I./KG 55 est dissous le 9 avril 1945.
Gruppenkommandeure :
| Début            | Fin              | Grade          | Nom                  |
| ---------------- | ---------------- | -------------- | -------------------- |
| 1er mai 1939     | 27 juillet 1940  | Oberstleutnant | Otto von Lachemair   |
| 28 juillet 1940  | 27 octobre 1940  | Major          | Friedrich Kless (en) |
| 28 octobre 1940  | 31 mars 1941     | Major          | Hans-Joachim Gabriel |
| 31 mars 1941     | 26 août 1942     | Major          | Dr Ernst Kühl        |
| 27 août 1942     | 20 novembre 1942 | Major          | Hans-Joachim Gabriel |
| 27 novembre 1942 | 2 juillet 1944   | Major          | Heinz Höfer          |
| 3 juillet 1944   | 29 décembre 1944 | Major          | Wilhelm Mylius       |
| 30 décembre 1944 | 8 mai 1945       | Major          | Johannes Herrmann    |

### III. Gruppe
Formé le 1er décembre 1939 à Neudorf/Oppeln à partir d'éléments du I. et II./KG 55 avec :
- Stab III./KG 55 nouvellement créé
- 7./KG 55 nouvellement
- 8./KG 55 nouvellement créé
- 9./KG 55 nouvellement créé

En février 1943, le 9./KG 55 commence à utiliser des bombardiers Junkers Ju 88C-6 pour des missions d'attaques de trains et de voies de chemin de fer à basse altitude, et le 1er juin 1943, une partie du 9./KG 55 est utilisé pour former le 14.(Eis)/KG 55.
Le 13 novembre 1944, il est renommé III./KG(J)55.
En mars 1945, le III./KG(J)55 reçoit l'ordre de se convertir sur des Messerschmitt Me 262A, mais il n'a jamais reçu de ces avions.
Le III./KG 55 est dissous le 9 avril 1945.
Gruppenkommandeure :
| Début             | Fin                | Grade          | Nom                              |
| ----------------- | ------------------ | -------------- | -------------------------------- |
| 2 décembre 1939   | 30 septembre 1940  | Major          | Hans Schemmell                   |
| 1er octobre 1940  | 1er septembre 1941 | Hauptmann      | Heinrich Wittmer                 |
| 2 septembre 1941  | 7 septembre 1942   | Oberstleutnant | Hermann Freiherr von dem Bongart |
| 8 septembre 1942  | 5 mai 1943         | Oberstleutnant | Wolfgang Queisner                |
| 6 mai 1943        | 7 août 1943        | Major          | Wilhelm Antrup                   |
| 8 août 1943       | 30 novembre 1944   | Major          | Alfred Bollmann                  |
| 1er décembre 1944 | 8 mai 1945         | Major          | Gerhard Schrödter                |

### IV. Gruppe
Formé le 1er avril 1940 à Ulm-Dornstadt comme Ergänzungsstaffel/KG 55. Le 1er mars 1941, il est renommé 10./KG 55. Le Stab IV./KG 55 est formé le 7 mars 1941; suivi par le 11./KG 55 le 21 mars 1941 et par le 12./KG 55 formé le 7 avril 1941 :
- Stab IV./KG 55 nouvellement créé
- 10./KG 55 à partir du Erg.Sta./KG 55
- 11./KG 55 nouvellement créé
- 12./KG 55 nouvellement créé

Le 13./KG 55 est formé le 1er mars 1944 à Gerdauen, et est transgféré à Neuhausen peu de temps après.
Le 20 novembre 1944, le IV./KG 55 est dissous avec :
- 12./KG 55 devient 4./Erg.KGr(J)
- 13./KG 55 devient 3./Erg.KGr(J)

Gruppenkommandeure :
| Début            | Fin                | Grade          | Nom                              |
| ---------------- | ------------------ | -------------- | -------------------------------- |
| 2 août 1940      | 31 décembre 1940   | Oberstleutnant | Joseph Schirmböck                |
| 1er janvier 1941 | 10 avril 1941      | Hauptmann      | Rudolf Kiel                      |
| 10 avril 1941    | 1er septembre 1941 | Oberstleutnant | Hermann Freiherr von dem Bongart |
| 2 septembre 1941 | 2 février 1942     | Major          | Furchtmann                       |
| 3 février 1942   | 16 janvier 1943    | Oberstleutnant | Hans-Carl von Linsingen          |
| 17 janvier 1943  | 15 avril 1943      | Major          | Richard Brunner                  |
| Juillet 1943     | 31 juillet 1944    | Major          | Joseph Schirmböck                |
| 1er août 1944    | 20 novembre 1944   | Hauptmann      | Egon Schmidt                     |

### 14. (Eis)/KG 55
Formé le 1er juin 1943 à Dnjepropetrowsk à partir d'éléments du 9.(Eis)/KG 55.
Le Staffel est indépendant et est seulement rattaché au KG55. Il utilise principalement des bombardiers Junkers Ju 88C, mais également différentes versions du Heinkel He 111.
Il est dissous le 27 avril 1945.
Gruppenkommandeure :
| Début           | Fin             | Grade          | Nom                 |
| --------------- | --------------- | -------------- | ------------------- |
| 1er juin 1943   | 18 février 1944 | Oberstleutnant | Mathias Bermadinger |
| 19 février 1944 | 8 mai 1945      | Hauptmann      | Franz Schmidt       |

## Distinctions des pilotes
Récipendiaires de la Croix de chevalier de la Croix de fer
| Nom                   | Grade                  | Unité            | Croix de chevalier | Feuilles de chêne |
| --------------------- | ---------------------- | ---------------- | ------------------ | ----------------- |
| Kless, Friedrich      | Major                  | II./KG 55        | 14 oct 1940        |                   |
| Thurner, Hans         | Leutnant               | III./KG 55       | 06 août 1941       | 17 sep 1944       |
| Karbe, Adalbert       | Oberleutnant           | 3./KG 55         | 12 nov 1941        |                   |
| Wittmer, Heinrich     | Hauptmann              | III./KG 55       | 12 nov 1941        |                   |
| Bliesener, Fritz      | Leutnant               | 5./KG 55         | 20 déc 1941        |                   |
| Kiel, Rudolf          | Hauptmann              | I./KG 55         | 20 déc 1941        |                   |
| Kühl, Dr. jur. Ernst  | Oberst d.Res.          | KG 55            | 17 oct 1942        | 18 déc 1943       |
| Antrup, Wilhelm       | Hauptmann              | 5./KG 55         | 13 nov 1942        | 18 nov 1944       |
| Koller, Albert        | Oberleutnant           | 4./KG 55         | 13 nov 1942        |                   |
| Lipp, Karl            | Oberfeldwebel          | 4./KG 55         | 16 nov 1942        |                   |
| Barth, Eitel-Albert   | Oberleutnant           | 4./KG 55         | 24 mar 1943        |                   |
| Oberländer, Werner    | Oberleutnant           | 2./KG 55         | 24 mar 1943        |                   |
| Pilz, Walter          | Feldwebel              | 5./KG 55         | 24 mar 1943        |                   |
| Rudat, Horst          | Oberleutnant           | 2./KG 55         | 24 mar 1943        |                   |
| Müller, Philipp       | Hauptmann              | 1./KG 55         | 02 avr 1943        |                   |
| Luxenburger, Josef    | Oberleutnant           | 4./KG 55         | 03 avr 1943        |                   |
| Mylius, Wilhelm       | Hauptmann              | 6./KG 55         | 03 avr 1943        |                   |
| Placzek, Franz        | Oberfeldwebel          | 2./KG 55         | 03 avr 1943        |                   |
| Baumgartl, Erich      | Oberleutnant           | 3./KG 55         | 31 juil 1943       |                   |
| Schmidt, Franz        | Oberleutnant           | III./KG 55       | 19 aoû 1943        |                   |
| Höfer, Heinrich       | Hauptmann              | II./KG 55        | 03 sep 1943        | 18 nov 1944       |
| Boos, Johann          | Oberfeldwebel          | 9./KG 55         | 09 oct 1943        |                   |
| Seib, Robert          | Oberleutnant           | 6./KG 55         | 09 oct 1943        |                   |
| Meyer, Otto           | Oberfeldwebel          | III./KG 55       | 29 fév 1944        |                   |
| Schmidtmann, Fritz    | Hauptmann              | 4./KG 55         | 29 fév 1944        |                   |
| Bennemann, Hans       | Oberleutnant           | 7./KG 55         | 26 mar 1944        |                   |
| Brennecke, Wilhelm    | Oberfeldwebel          | Stab II./KG 55   | 26 mar 1944        |                   |
| Bermadinger, Matthias | Oberleutnant           | 14./KG 55        | 05 avr 1944        |                   |
| Braun, Willi          | Fahnenjunker-Feldwebel | 4./KG 55         | 09 jui 1944        |                   |
| Dietrich, Gerhard     | Fahnenjunker-Feldwebel | Stab/KG 55       | 09 jui 1944        |                   |
| Schmidt, Werner       | Hauptmann              | 9./KG 55         | 19 aoû 1944        |                   |
| König, Viktor         | Feldwebel              | 14. (Eis.)/KG 55 | 06 oct 1944        |                   |
| Veith, Alfred         | Oberleutnant           | 5./KG 55         | 24 oct 1944        |                   |
| Bollmann, Fred        | Major d.Res.           | III./KG 55       | 29 oct 1944        |                   |
| Thoß, Werner          | Oberleutnant           | 5./KG 55         | 29 oct 1944        |                   |
| Herkner, Erich        | Leutnant               | 14. (Eis.)/KG 55 | 06 déc 1944        |                   |
| Banholzer, Alfred     | Hauptmann              | 1./KG 55         | 14 jan 1945        |                   |
| Dettke, Oskar         | Hauptmann              | 9./KG 55         | 07 avr 1945        |                   |
| Südel, Heinrich       | Oberleutnant           | I./KG 55         | 07 avr 1945        |                   |
| Schäfer, Karl         | Oberfeldwebel          | 14. (Eis)/KG 55  | 16 avr 1945        |                   |